# Francisco A. Rodríguez
Francisco Rodríguez, nombre completo Francisco Antonio Rodríguez Poveda (Herrera, Panamá; 24 de noviembre de 1938) asumió provisionalmente como Presidente de Panamá desde el 1 de septiembre hasta el 20 de diciembre de 1989, día en que ocurrió la invasión de EU a Panamá y en la que el general Manuel Antonio Noriega, quien tenía el poder «de facto» del país fuera derrocado y arrestado. Era el contralor general de la República y ocupó la presidencia en forma provisional, nombrado por el Consejo General de Estado, al haber sido anulada las elecciones generales de mayo del año 1989, donde había resultado vencedor Guillermo Endara.

## Biografía
Sus estudios primarios los realizó en el Centro Manuel Amador Guerrero de El Chorrillo y los secundarios en el Instituto Nacional.  Se graduó como Ingeniero Agrícola en la Universidad Agraria La Molina en Perú y cuenta con Postgrados en Planificación y Desarrollo de CEPAL. Chile; Planificación y Evaluación de Proyectos de la Universidad de San Carlos, Guatemala; Fuentes de Financiamiento en el BID, Washington; y  Evaluación de Proyectos de la Universidad de Panamá.

## Vida

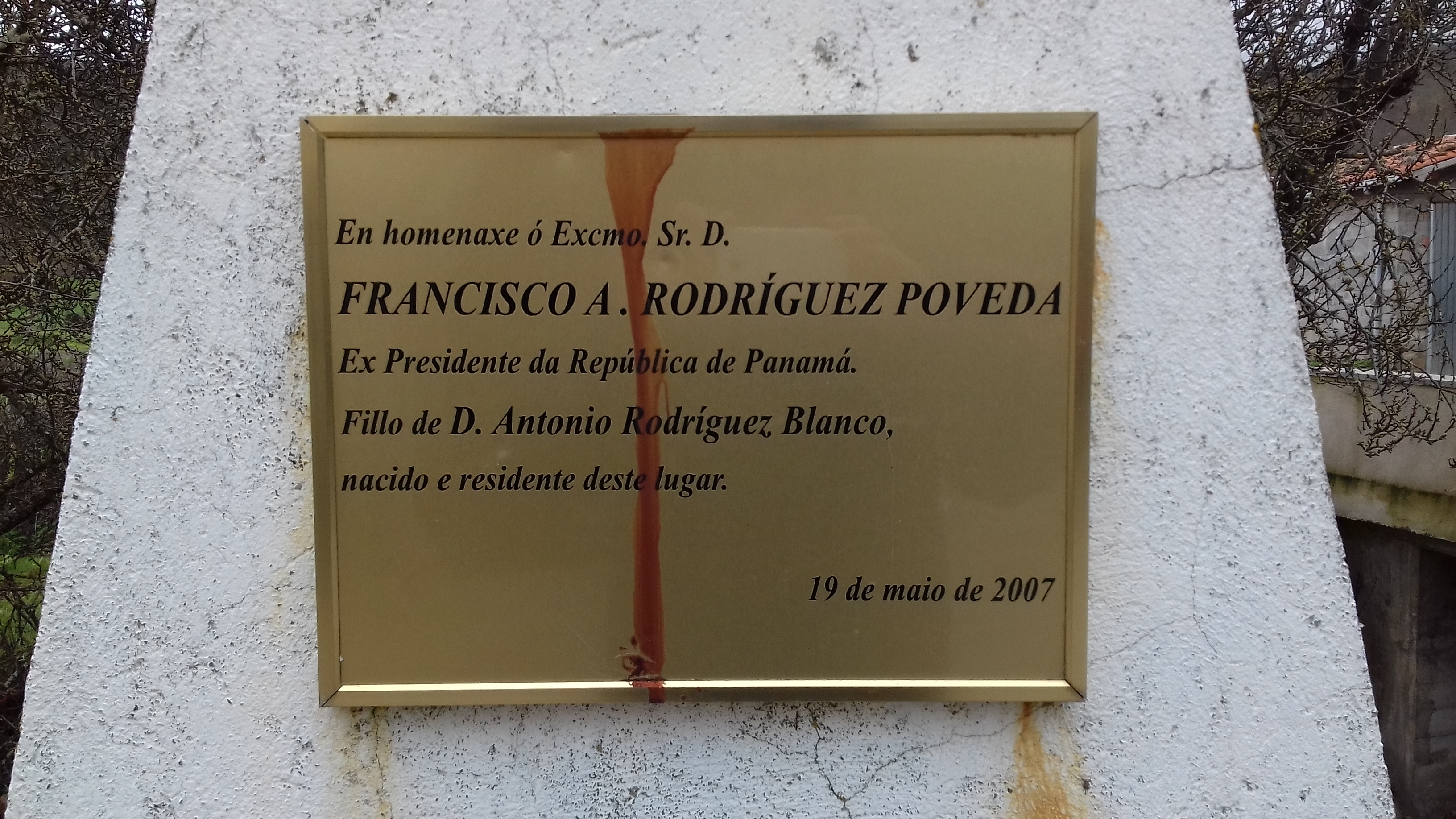
Placa en homenaje a Francisco A. Rodríguez en Pradocabalos (Viana del Bollo), a aldea natal de su padre.

Su padre era Antonio Rodríguez Blanco, emigrante gallego procedente de Pradocabalos (Viana del Bollo). Más que político, Rodríguez fue un técnico que dedicó su vida profesional sector público. Su primer trabajo fue en el Ministerio de Agricultura, Comercio e Industrias en 1962.  En 1964 pasó a la Dirección de Planificación, hoy Ministerio de Economía y Finanzas; allí laboró por 11 años y llegó a ser director de presupuesto de la nación.
En 1976 fue viceministro de Desarrollo Agropecuario por dos años y medio, y luego gerente general de la Comercialización Multinacional del Banano.  Esta empresa de siete gobiernos, que finalmente fracasó, la cual exportaba a nivel mundial productos agropecuarios, pero fundamentalmente banano.  Allí laboró un año.  Fue invitado, después, a asumir el cargo de contralor general por el presidente Ricardo de la Espriella por dos años y medio, y fue reelegido como tal para un nuevo periodo que vencía el 31 de diciembre de 1989. 
La Alianza de Oposición Civilista ADOC, postuló al arnulfista Guillermo Endara como Presidente y a Ricardo Arias Calderón y Guillermo Ford como vicepresidentes. El PRD bajo la sigla COLINA, Coalición de Liberación Nacional, postuló a Carlos Duque para Presidente y al cuñado de Noriega, Ramón Sieiro, y Aquilino Boyd como vicepresidentes.
Después de un torneo teñido de dramatismo, el día 10, el Tribunal Electoral, manipulado por la dictadura, declaró nulas las elecciones y la ADOC fue a una gran marcha nacional. En el transcurso de la misma las fuerzas de la oposición fueron atacadas brutalmente por los batalloneros. El candidato presidencial recibió un fuerte golpe en la cabeza y Guillermo Ford también fue terriblemente atacado, en tanto que uno de los guardaespaldas fue asesinado.
Las relaciones con Washington se hicieron aún más tensas. El Comando Sur aumentó el número de efectivos en Panamá, e intensificó las maniobras militares. Es más, la intervención de la OEA como mediadora , entre ambas partes, terminó en un rotundo fracaso. Los Embajadores viajaron a Panamá para alcanzar algún tipo de solución negociada, pero regresaron con las manos vacías.
El 31 de agosto de 1989, el Consejo General de Estado designó para reemplazar a Manuel Solís Palma, (ministro de educación al que se le había encargado la presidencia) al ex contralor general Francisco Rodríguez como presidente provisional y a Carlos Ozores Typaldos como vicepresidente. A partir del 1 de septiembre se restauró la Asamblea de Representantes de Corregimientos en lugar de la Asamblea Legislativa. Lo cierto es que muy pocas naciones reconocieron a estos gobiernos que no era más que una máscara de la dictadura para aparentar que en el país se daban procesos democráticos.
Dos meses después , en octubre, Moisés Giroldi uno de los oficiales más cercanos a Noriega, intentó darle un golpe de Estado que fracasó por la indecisión de los alzados y por la falta de compromiso del Comando Sur. Los implicados fueron ejecutados por órdenes de Noriega. A partir de entonces, las críticas recibidas por el gobierno de George Bush por desaprovechar esta oportunidad para deshacerse de Noriega, llevaron al Presidente y a sus consejeros a aumentar las provocaciones con el fin de justificar una invasión armada a Panamá. 
Poco días antes de la invasión, el 15 de diciembre, la Asamblea Nacional de Representantes declaró que el país se encontraba en estado de guerra y nombró al General Noriega como Jefe de Gobierno, mientras durara esta delicada situación. Los días 17 y 18 se produjeron incidentes entre las fuerzas norteamericanas y las panameñas y un teniente del Ejército de los Estados Unidos resultó muerto. Otro oficial y su esposa fueron detenidos y maltratados. 